# Бельджоїозо
Бельджоїозо (італ. Belgioioso, п'єм. Belgioioso) — муніципалітет в Італії, у регіоні Ломбардія, провінція Павія.
Бельджоїозо розташоване на відстані близько 450 км на північний захід від Рима, 35 км на південь від Мілана, 14 км на схід від Павії.
Населення — 6208 осіб (2014).

## Демографія
Населення за роками:

Станом на 1 січня 2023 року в муніципалітеті офіційно проживали 1102 іноземці з 43 країн, серед них 593 громадяни країн Євросоюзу та 16 громадян України.

## Сусідні муніципалітети
- Альбаредо-Арнабольді
- Альбуццано
- Кортеолона-е-Дженцоне
- Філігера
- Лінароло
- Сан-Чипріано-По
- Спесса
- Торре-де'-Негрі

## Міста-побратими
- Ла-Фуюз, Франція